# Scaloppine

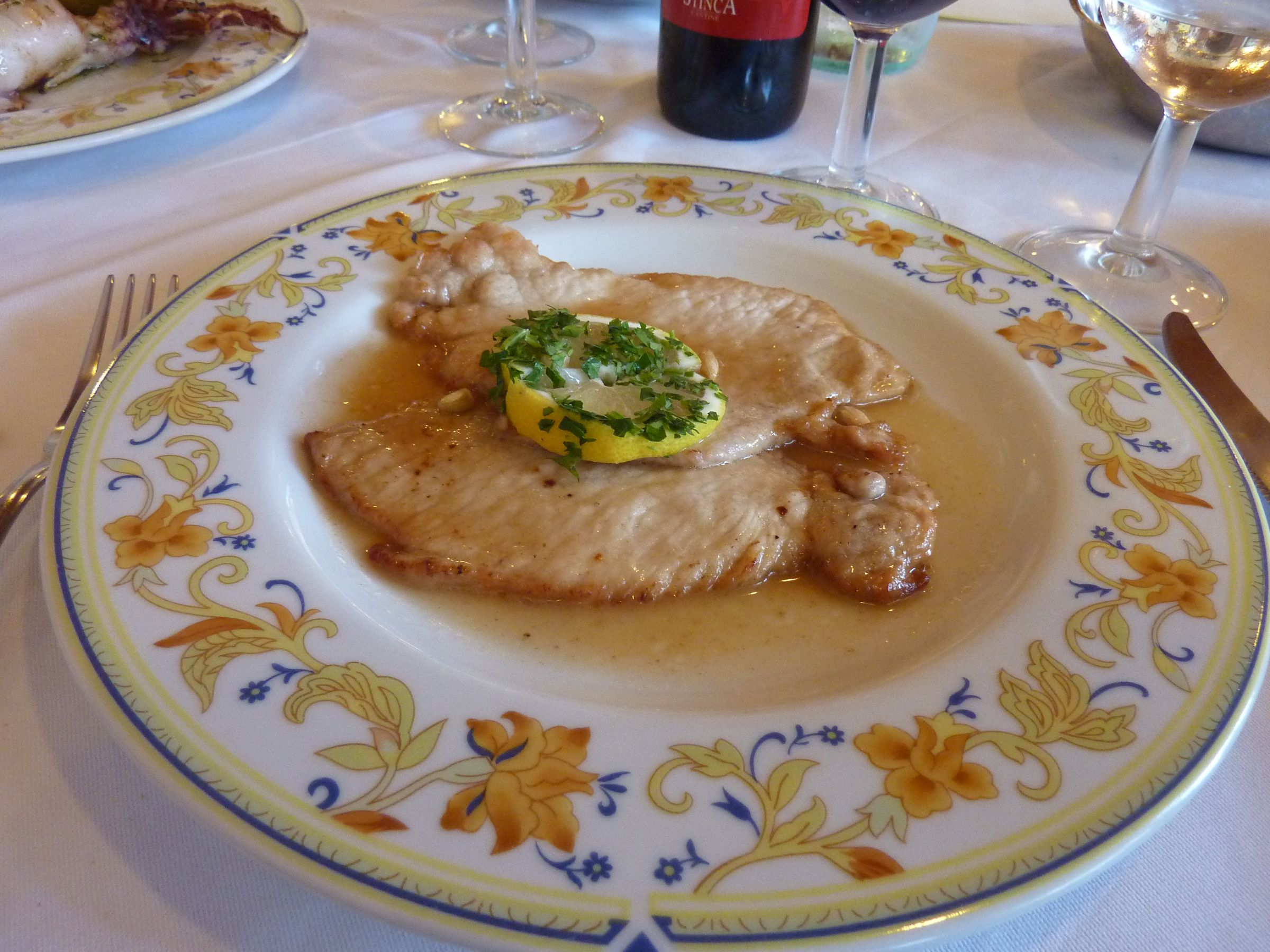
Scaloppine al limone

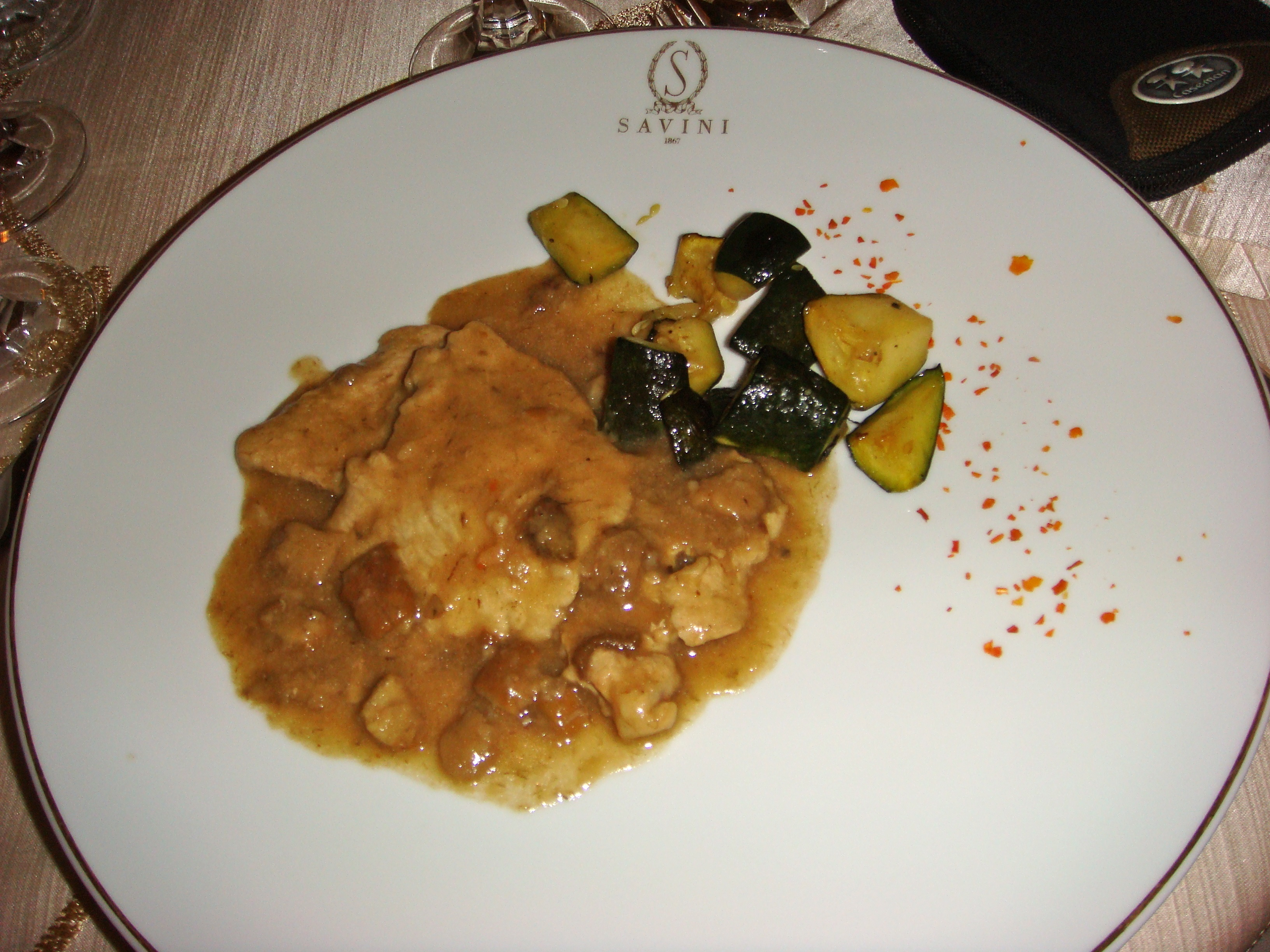
Scaloppine van kalfsvlees met gewoon eekhoorntjesbrood en courgette

Scaloppine (meervoud en verkleinende vorm van scaloppa – een kleine sint-jakobsschelp, dat wil zeggen een dungesneden stuk vlees) is een Italiaans gerecht dat in vele varianten voorkomt. Het bestaat uit dungesneden vlees, meestal rundvlees, kalfsvlees of kippenvlees, dat is gewenteld in tarwebloem en gesauteerd in een saus die ontstaat door reductie.
De saus die scaloppine begeleidt kan vele vormen aannemen, afhankelijk van de regionale gastronomische tradities. Populaire varianten zijn:
- Tomaat-wijn-reductiesaus
- Scaloppine al limone oftewel piccata, die een citroen-kappertjessaus bevat[2][3][4]
- Scaloppine ai funghi, met een paddenstoel-wijn-reductiesaus
- Pizzaiola, een pizza-achtige tomatensaus